# Campo (Taboada)
Campo (llamada oficialmente San Xián de Campo) es una parroquia española del municipio de Taboada, en la provincia de Lugo, Galicia.

## Otras denominaciones
La parroquia también es conocida por el nombre de San Xulián de Campo.

## Organización territorial
La parroquia está formada por once entidades de población, constando ocho de ellas en el nomenclátor del Instituto Nacional de Estadística español:
- Abelairas
- Brandián
- Buín
- Carril
- Moure Grande
- Moure Pequeno
- Outeiro (O Outeiro)
- Pedrouzo
- Pedrouzos
- Quintá
- Toldao

## Demografía
| Gráfica de evolución demográfica de Campo entre 2000 y 2021 |
|                                                             |
| Datos según el nomenclátor publicado por el INE.            |